# 2-й полк охорони особливо важливих державних об'єктів (Україна)
2-й полк охорони особливо важливих державних об'єктів (2 ПО ОВДО, в/ч 3022) — підрозділ Національної гвардії України, що підпорядкований безпосередньо Головному управлінню. Дислокується в м. Шостка Сумської області. Охороняє важливі об'єкти, розташовані на території Шостки.

## Історія
Сформований наказом міністра МВС СРСР № 0055 від 28.11.1952 року на базі 73-го загону Внутрішньої та конвойної охорони як 467 полк Управління спеціальних частин ВВ МВС СССР (в/ч 3423). Указом ПВР УРСР № 1465-XII від 30.09.1991 року увійшов до складу ВВ МВС України, де став 2-м окремим полком (в/ч 3022).
З 1993 року частина виконує службово-бойові завдання по обороні важливих державних об'єктів житлово-комунального комплексу області, а також маршрути залізничних перевезень.
Для виконання службово-бойових завдань використовується: особовий склад, озброєння, автомобільна техніка, засоби зв'язку і широкий спектр технічних засобів охорони.
З 2008 до 2020 року частина охороняла Державний науково-дослідний інститут діелектриків.
В 1999 році наказом Міністра внутрішніх справ України військовій частині вручений Бойовий прапор.
У 2017 році на виконання державної програми розвитку Внутрішніх військ в частині завершено перехід на комплектування основних підрозділів виключно військовослужбовцями за контрактом.
14 жовтня 2021 року у Запоріжжі на острові Хортиця, під час візиту президента України Володимира Зеленського, 2-му полку Національної гвардії України присвоєно почесне найменування «Шосткинський» та надалі іменується — 2-й Шосткинський полк Національної гвардії України. Стрічку з почесним найменуванням отримав командир полку підполковник Максим Кіцелюк.
З 1 березня 2022 брали участь у боях за місто Чернігів. Героїчно захистили місто та 4 квітня 2022 року перемогли цю битву.
11 лютого 2023 року 2 Шосткинський полк Національної гвардії України указом Президента України Володимира Зеленського відзначений почесною відзнакою «За мужність та відвагу».

## Втрати
- 23 червня 2025 - Олександр Гадючко, 53 роки, штаб-сержант. Загинув на бойовому завданні в Сумській області[6].
- 14 серпня 2025 - Кім Олександр Олегович, 46 років, молодший лейтенант, командир взводу безпілотних авіаційних комплексів спеціального призначення. Помер від поранень, отриманих 9 серпня 2025 року  на Сумщині в бою з диверсійно – розвідувальною групою ворога.

## Структура
- управління;
- 1-й оперативний батальйон:
  - 1-а оперативна рота на бронеавтомобілях;
  - 2-а оперативна рота на бронеавтомобілях;
  - 3-я оперативна рота на бронеавтомобілях;
  - мінометна батарея;
  - протитанковий взвод;
  - гранатометний взвод;
  - взвод зв'язку;
- 2-й оперативний батальйон:
  - 1-а оперативна рота на БМП;
  - 2-а оперативна рота на БМП;
  - 3-я оперативна рота на БМП;
  - мінометна батарея;
  - протитанковий взвод;
  - гранатометний взвод;
  - взвод зв'язку;
- гаубичний артилерійський дивізіон;
- зенітно-ракетний дивізіон;
- рота розвідки спеціального призначення:
- батарея протитанкових керованих ракет;
- оперативна рота спеціального призначення[7];
- рота матеріально-технічного забезпечення;
- ремонтна рота;
- інженерна рота;
- комендантська рота;
- рота бойового забезпечення;
- вузол зв'язку;
- медичний пункт[8].

## Командування
- полковник В'ячеслав Кривенок (18 липня 2012 — 27 січня 2017)
- полковник Олександр Желновач (27 січня 2017 — 22 квітня 2021)[9]